# Rey Manaj
Rey Aldo Manaj (Lushnjë, 24 februari 1997) is een Albanees-Italiaans voetballer die bij voorkeur als aanvaller speelt. Manaj debuteerde in 2015 in het Albanees voetbalelftal, waarmee hij deelnam aan het EK 2024.

## Clubcarrière
Manaj werd op elfjarige leeftijd opgenomen in de jeugdopleiding van Piacenza. Vervolgens speelde hij in de jeugd voor US Cremonese en UC Sampdoria. Tijdens het seizoen 2014/15 speelde de Albanees 22 competitieduels voor Cremonese in de Lega Pro. Cremonese verhuurde Manaj gedurende het seizoen 2015/16 aan Internazionale, dat daarbij een optie tot koop bedong. Hij debuteerde op 23 augustus 2015 voor de club in de Serie A, in de openingswedstrijd van het seizoen 2015/16 tegen Atalanta Bergamo. De aanvaller viel na 85 minuten in voor Marcelo Brozović. Inter won de wedstrijd in de blessuretijd na een treffer van Stevan Jovetić. Na afloop van het seizoen lichtte Inter de optie tot koop in Manaj zijn contract. De club verhuurde hem vervolgens direct voor een jaar aan Pescara, dat in het voorgaande seizoen promoveerde naar de Serie A. Daarna werd hij verhuurd aan AC Pisa, Granada FC, Albacete en belandde hij uiteindelijk bij de B-ploeg van FC Barcelona.

## Interlandcarrière
Manaj kwam uit voor verschillende Albanese nationale jeugdselecties. In 2015 debuteerde hij voor Albanië –21. Op 13 november 2015 maakte Manaj zijn officieuze debuut in het Albanees voetbalelftal, in een oefeninterland tegen Kosovo, dat op dat moment geen FIFA-lid was. Nauwelijks tien seconden nadat hij in het veld was gekomen maakte hij een doelpunt. De wedstrijd eindigde in 2–2. Manaj maakte drie dagen later ook zijn officiële debuut als international voor Albanië. Hij viel die dag in de 61e minuut in voor Odise Roshi, tijdens een oefeninterland tegen Georgië (2-2).